# San Marcos, Coahuila
San Marcos är en ort i Mexiko.   Den ligger i kommunen San Pedro och delstaten Coahuila, i den centrala delen av landet, 800 km nordväst om huvudstaden Mexico City. San Marcos ligger 1 105 meter över havet och antalet invånare är 1 151.
Terrängen runt San Marcos är huvudsakligen platt, men västerut är den kuperad. Runt San Marcos är det mycket glesbefolkat, med 3 invånare per kvadratkilometer. Närmaste större samhälle är Concordia, 16,6 km nordväst om San Marcos. Omgivningarna runt San Marcos är i huvudsak ett öppet busklandskap.